# (321) Florentina
(321) Florentina – planetoida z pasa głównego asteroid.

## Odkrycie
Została odkryta 15 października 1891 roku w Obserwatorium Uniwersyteckim w Wiedniu przez Johanna Palisę. Nazwa planetoidy pochodzi od imienia córki odkrywcy.

## Orbita
(321) Florentina okrąża Słońce w ciągu 4 lat i 329 dni w średniej odległości 2,88 j.a. Planetoida należy do rodziny planetoidy Koronis.